# Шостацький Григорій Миколайович
 Григо́рій Микола́йович Шоста́цький (27 жовтня 1908, Великі Загайці — 29 січня 1945, Вонгровець) — радянський офіцер, Герой Радянського Союзу, в роки радянсько-німецької війни командир 94-ї гвардійської стрілецької дивізії (5-а ударна армія, 1-й Білоруський фронт), гвардії полковник.

## Біографічні дані
Народився 27 жовтня 1908 року в селі Великі Загайці (нині Шуйського району Тернопільської області) в сім'ї селянина. Українець. Член ВКП(б) з 1929 року. У шість років залишився сиротою, мати померла, а батько в 1914 році був убитий на фронті першої світової війни. До 1924 року виховувався в Новоград-Волинському дитбудинку, вдень працював на деревообробній фабриці, а ввечері навчався.
У Червоній Армії з 1930 року. Закінчив Одеську піхотну школу в 1934 році, Вищу спеціальну школу в 1942 році.
На фронтах радянсько-німецької війни з вересня 1941 року на посаді начальника штабу стрілецького полку. У листопаді 1941 року був тяжко поранений. У серпні 1942 року призначений начальником штабу 143-ї окремої стрілецької бригади, з якою брав участь з жовтня 1942 року до лютого 1943 року у Сталінградській битві. З 28 квітня 1943 року начальник штабу, а з 17 листопада 1943 по 29 січня 1945 року командир 94-ї гвардійської стрілецької дивізії.
Гвардії полковник Шостацький вміло керував дивізією, проявивши особисту відвагу і мужність, в Корсунь-Шевченківській, Яссько-Кишинівській, Варшавсько-Познанській операціях. Загинув 29 січня 1945 року в бою з групою німецьких автоматників на річці Одер північніше Кюстріна (Костшин, Польща). Похований у місті Ветрув. 

## Нагороди, пам'ять
Указом Президії Верховної Ради СРСР від 6 квітня 1945 року за вміле проведення бойових операцій по розгрому фашистських окупантів і проявлені при цьому особисті мужність і героїзм командиру 94-ї гвардійської стрілецької Звенигородської дивізії полковнику Шостацькому Григорію Миколайовичу посмертно присвоєно звання Герой Радянського Союзу.
Нагороджений орденом Леніна, Червоного Прапора, Суворова 2 ступеня, Богдана Хмельницького 2 ступеня, Вітчизняної війни 1 ступеня, Червоної Зірки, медалями «За бойові заслуги», «За оборону Сталінграда», «За визволення Варшави». 
На батьківщині Героя встановлено бюст, його ім'ям названа школа.